# 林德韦拉
林德韦拉（德語：Lindewerra）是德国图林根州的市镇，隶属于艾希斯费尔德县。总面积为4.42平方千米，截至2023年12月31日总人口为249人。